# Jurij Viditsch
Jurij Viditsch, ljubljanski župan v 17. stoletju.
Viditsch je bil župan Ljubljane leta 1624 in 1630.